# Biskupi czeskobudziejowiccy
- 1784-1813 Johann Prokop von Schaffgotsche
  - 1813-1815 sediswakancja
- 1815-1845 Ernest Konstantin Růžička
- 1845-1850 Joseph Andreas Lindauer
- 1851-1883 Jan Valerián Jirsík
  - Karel Průcha mianowany 1883, nie objął urzędu i wkrótce zmarł
- 1883-1885 Franz von Schönborn, później arcybiskup praski
- 1885-1907 Martin Josef Říha
- 1907-1920 Josef Antonín Hůlka
- 1920-1940 Šimon Bárta
  - Antonín Eltschkner mianowany 1940, nie objął diecezji z powodu sprzeciwu władz niemieckich
  - 1940-1947 sediswakancja
- 1947-1972 Joseph Hlouch, w latach 1950-1968 nie sprawował władzy internowany poza diecezją
  - 1972-1990 sediswakancja
- 1990-1991 Miloslav Vlk, później arcybiskup praski
- 1991-2002 Antonín Liška
- 2002-2014 Jiří Paďour
- od 2015 Vlastimil Kročil

## Biskupi pomocniczy
- 2001-2002 Jiří Paďour, koadiutor
- od 2008 Pavel Posád